# Kir2.6
Kir2.6 که با نام مجرای ۱۸ یک‌سوکنندهٔ جریان روبه‌داخلِ پتاسیم هم شناخته می‌شود، یک پروتئین است که در انسان توسط ژن «KCNJ18» کُدگذاری می‌شود. این پروتئین متعلق به خانوادهٔ مجراهای یک‌سوکنندهٔ روبه‌داخلِ یون پتاسیم است.

## عملکرد
این مجراها، پتانسیل استراحت را در سلول‌های تحریک‌پذیر حفظ کرده و در قطبی شدن دوباره سلول (repolarization) به دنبال دیپولاریزاسیون یا تخلیهٔ الکتریکی آن مؤثرند. این پروئین بیشتر در سلول‌های ماهیچهٔ اسکلتی بیان می‌شوند و رونویسی ژنی آن توسط هورمون‌های تیروئیدی کنترل می‌گردد.

## اهمیت بالینی
جهش در ژن «KCNJ18» با بروز فلج دوره‌ای تیروتوکسیک در ارتباط است.